# Pseudolmedia macrophylla
Pseudolmedia macrophylla là một loài thực vật có hoa trong họ Moraceae. Loài này được Trécul miêu tả khoa học đầu tiên năm 1847.